# Oiseaux Canada
Ne doit pas être confondu avec Regroupement QuébecOiseaux.
 (octobre 2023).
Si vous disposez d'ouvrages ou d'articles de référence ou si vous connaissez des sites web de qualité traitant du thème abordé ici, merci de compléter l'article en donnant les références utiles à sa vérifiabilité et en les liant à la section « Notes et références ».
Oiseaux Canada (anciennement Études d'oiseaux Canada) est l'organisation nationale canadienne de conservation des oiseaux.
L'organisme a fait ses débuts sous le nom de Long Point Bird Observatory en 1960. En 1998 le nom fut changé pour refléter l'envergure nationale des programmes de recherche du groupe. Le nom fut changé de nouveau en 2019 pour Oiseaux Canada. Sa mission première est de contribuer à la compréhension, l'appréciation, et la conservation de la faune aviaire et de son habitat, par l'entremise d'études faisant appel aux habiletés, à l'enthousiasme, et à la participation de bénévoles, des membres, des employés et du public. ÉOC travaille sur de nombreux programmes locaux, régionaux, nationaux et internationaux, qui dépendent de la participation active de plusieurs milliers de bénévoles « citoyens-chercheurs » dirigés par une poignée de chercheurs scientifiques diplômés.
Le siège national est situé près de Port Rowan et de la pointe Long en Ontario (Canada).